# Карат-Ліфткомплект

Карат-Ліфткомплект — ліфтобудівне підприємство, розташоване в місті Вишгород Київської області.

## Історія
Підприємство працює на ринку ліфтів, як виробник з 1990 року. На ньому вперше серед ліфтобудівельних заводів Радянського Союзу були розроблені і опановані серійне виготовлення станцій управління ліфтами на мікроелектронній базі типу УПЛ-10, УПЛ-17. Ці станції поставлялися на всі ліфтобудівні заводи СРСР, монтажним, експлуатаційним і сервісним організаціям. З 1990 р по 1997 р було виготовлено і поставлено на ринок більше 50000 комплектів автоматики управління ліфтами на основі цих станцій. Паралельно з випуском станцій був організований серійний випуск супутньої автоматики: викличних постів і панелей управління, постів ревізії і колійних датчиків, табло індикації, вступних пристроїв, електромагнітних гальм для лебідок та ін.
Для реалізації існуючих програм і орієнтуючись на освоєння нових видів продукції на підприємстві були задіяні виробництва, які постійно переоснащуються новими високотехнологічними видами обладнання та відповідними технологіями. На підприємстві задіяний повний цикл обробки металу від заготівельного і каркасноштамповочного до гальванічного та лакофарбового виробництв. Електронні вузли ліфтової автоматики і станції керування для ліфтів виготовляються на радіозбірному і монтажному виробництвах. Перед відправкою устаткування споживачам продукція проходить тестові випробування на спеціалізованому технологічному обладнанні.
Протягом 1997-2005 рр., орієнтуючись на запити ринку, на підприємстві були опановані нові види автоматики управління ліфтами на основі станцій управління УЛ, УЕЛ. У 2005 році заводом ТОВ "Карат-Ліфткомплект" спільно з заводом РУП «Могілёвліфтмаш» республіка Білорусь було створено спільне виробництво з випуску ліфтів з локалізацією українського виробництва більше 50%, а з 2015 р. на підприємстві опановано виготовлення ліфтів різних модифікацій в/п від 320 до 1000 кг з локалізацією українського виробництва до 80%.
З 2006 року по теперішній час підприємством було виготовлено і поставлено споживачам більше 8000 ліфтів. Тільки за 2018 рік кількість готової продукції становила 817 одиниць.
Протягом усього періоду освоєння нової номенклатури пасажирських ліфтів на підприємстві велися науково-дослідні і дослідно-конструкторські роботи спрямовані на створення оригінальних пристроїв власного виробництва. Результатом такої роботи з'явилися безредукторні лебідки на основі асинхронних електродвигунів і круглих тягових сталевих канатів - БЛЛП-400, БЛЛП-630, а також лебідки на плоских резино-тросових канатах - БЛЛПР-400, які за своїми характеристиками не поступаються закордонним аналогам.
Розроблена і серійно випускається вся гамма пристроїв безпеки для ліфтів вантажопідйомністю до 1000 кг з номінальною швидкістю переміщення кабіни до 1,6 м/с. Завод ТОВ "Карат-Ліфткомплект" є єдиним українським виробником повного комплекту пристроїв безпеки для ліфтів.
Для проведення всіх типів випробувань ліфтового обладнання на підприємстві створена відповідна база, що складається з випробувальних шахт і різних технологічних стендів в кількості 23 одиниць обладнання, що дозволяє виконувати всі види випробувань відповідно до вимог ДСТУ EN 81-50: 2015 і Технічного регламенту з ліфтів і пристроїв безпеки.
З огляду на швидкоплинну кон'юнктуру ринку з урахуванням особливостей існуючої зони вільної торгівлі, на підприємстві освоєно виготовлення цілого ряду ліфтів з використанням вузлів і комплектуючих провідних всесвітньовідомих виробників таких як "MP" - Іспанія, "MERIH AST", "Mik-el", "ARKEL" - Туреччина, "VEGA", "GEM" - Італія, "Torin Drive" - Китай, "Fuji Electric" - Японія та ін. Спільно з італійською компанією "VEGA" освоєний серійний випуск нового покоління розподіленої станції управління пасажирськими ліфтами типу "УЛ-V ", реалізований на останніх досягненнях в галузі управління приводами з передачею сигналів по послідовним інтерфейсів CAN, 485 з наявними можливостями дистанційного керування і діагностикою обладнання через Інтернет.
Виготовляється на підприємстві обладнання сертифіковане на відповідність вимогам Технічного регламенту ліфтів і компонентів безпеки для ліфтів затвердженим постановою КМУ №438 від 21.06.2017р.
На підприємстві розроблена і використовується система управління якістю стосовно розробки та виготовлення, складання, монтажу та випробувань, кінцевою перевірки ліфтів електричних пасажирських, вантажопасажирських і запобіжних комплектних виробів до них відповідно ДСТУ ISO 9001: 2015.

## Супутня продукція
- широка номенклатура запасних частин (кабіни, двері кабіни і шахти, деталі злектроразводкі, лебідки, редуктора і т.д.);
- комплекти модернізації морально застарілих і фізично зношених ліфтів.

Все ліфтове обладнання виготовляється за передовими технологіями з використанням сучасної елементної бази і матеріалів на високопродуктивному обладнанні.

## Партнери
- ХК "Київміськбуд", ХК "Житлоінвестбуд-УКБ", "Ліко-Холдинг", ТОВ "Стройеволюція", ТОВ "Аркада-Будівництво", СК "Азур Груп", - м.Київ;
- "БМУ-1", "БМУ-463", ГК "ОДЕСЛІФТ", ПАТ "Стальканат-Силур", ТОВ "Стикон" - м Одеса;
- ТОВ "БМУ-3" (м.Вінниця), ГК «Дніпроліфт», ПАТ "Стальканат-Силур" (м.Кривий Ріг), "Карпатистрой" (м.Львів), СК "Надія" (м.Черкаси), ТОВ "Новобуд-2004" (м.Полтава), ТОВ "Черновцистройінвест" (м.Чернівці), ТОВ "Житлобуд-2" (м.Луцьк);
- Домобудівні комбінати міст: Чернігів, Біла Церква, Миколаїв, Одеса, Луцьк, Хмельницький, Полтава та ін.